# Donne assassine
Donne assassine è l’adattamento italiano della serie televisiva argentina Mujeres asesinas. È andato in onda dalla metà del 2009 su Rai Uno ed è stato registrato nel 2008 con attori argentini e italiani in location di entrambi i paesi.

## Produzione
La trasmissione della prima stagione è stata effettuata dalla rete FOX attraverso il suo canale Fox Crime, in prima serata alla fine dello stesso anno. Gli episodi italiani sono stati registrati in spagnolo in Argentina e successivamente doppiati in italiano. È stato realizzato con tecnici e attori di entrambe le nazioni.

## Trama
Le protagoniste sono donne all’apparenza normali ma che in realtà nascondono passioni brucianti e covano risentimenti che le porteranno a diventare efferate assassine. Spinte dai moventi più disparati, ciascuna di loro porta dentro di sé i segni di una ferita non completamente rimarginata, di un trauma irrisolto che affonda le sue radici nel passato. La loro disperata ribellione finisce per rivelarsi una liberazione distruttiva e autodistruttiva che le condanna a trasformare i propri sogni di felicità in incubi sanguinosi per loro stesse, per gli uomini oggetto del loro amore e per le altre donne fonte del loro tormento.

## Episodi
| nº | Titolo     | Prima TV Italia  |
| -- | ---------- | ---------------- |
| 1  | Chiara     | 16 ottobre 2008  |
| 2  | Marta      | 23 ottobre 2008  |
| 3  | Anna Maria | 30 ottobre 2008  |
| 4  | Patrizia   | 6 novembre 2008  |
| 5  | Lisa       | 13 novembre 2008 |
| 6  | Margherita | 20 novembre 2008 |
| 7  | Laura      | 27 novembre 2008 |
| 8  | Veronica   | 4 dicembre 2008  |